# Lo spirito della terra
Lo spirito della terra (Erdgeist) è una tragedia di Frank Wedekind in quattro atti, pubblicata nel 1895. La prima fu allestita il 25 febbraio 1898 al Krystallpalast di Lipsia dall'inedita compagnia Ibsen-Theater, nella quale recitava anche l'autore nei panni del Dr. Schön.
Questo doppio dramma fu inoltre l'ispirazione da cui Alban Berg attinse per scrivere il libretto della sua seconda opera monumentale, Lulu.

## Genesi dell'opera
Frank Wedekind lavorò 21 anni alla tragedia di Lulu, precisamente dal 1892 al 1913. La cosiddetta doppia-tragedia, che include i drammi Lo spirito della terra e Il vaso di Pandora, è da ritenersi il capolavoro dell'autore e non solo per la durata della sua gestazione.
I primi manoscritti compaiono nel 1892 nei quaderni di Wedekind. La versione originale del dramma in cinque atti intitolata Il vaso di Pandora. La tragedia di un mostro. Dramma è poi suddivisa dall'autore in due parti: Lo spirito della terra, andato alle stampe per la prima volta nel 1895, e Il vaso di Pandora, la cui equivoca morale causò all'autore scandali teatrali e un lungo e complicato processo penale.
A seguito di numerose rielaborazioni, indirizzate principalmente a ottenere una più ampia comprensione nel pubblico, i due drammi furono unificati nel 1913 nella tragedia di Lulu. La prima di questa versione di Lulu ebbe luogo al Deutschen Schauspielhaus di Amburgo per la regia di Peter Zadek. Susanne Lothar recitava la parte di Lulu.
Nel 2011 quest'opera ha ispirato il concept album "Lulu" di Lou Reed in collaborazione con i Metallica.